# Lachenalia reflexa
Lachenalia reflexa là một loài thực vật có hoa trong họ Măng tây. Loài này được Thunb. mô tả khoa học đầu tiên năm 1794.

## Hình ảnh

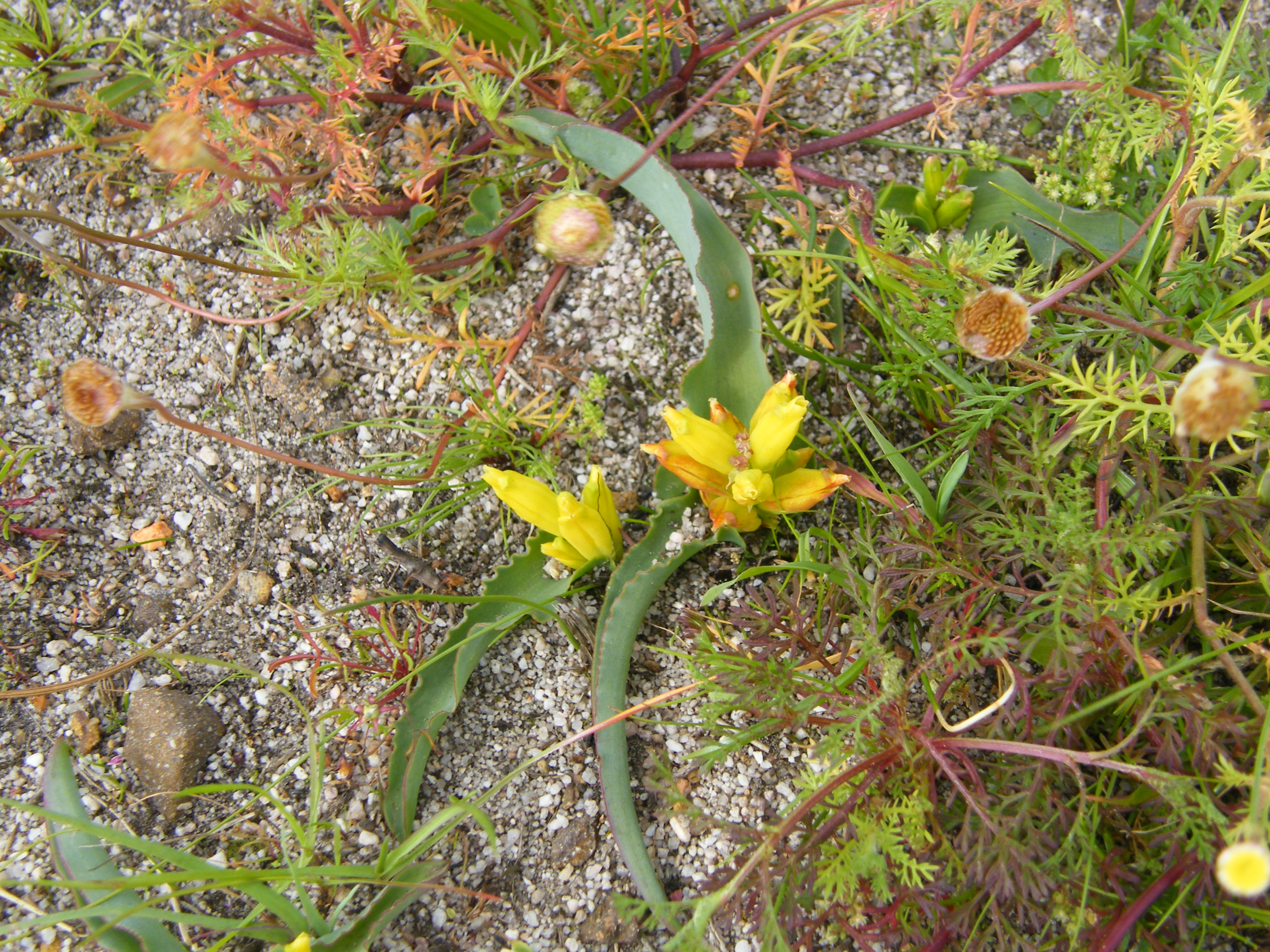